# Кубок володарів кубків 1979—1980
Кубок володарів кубків 1979—1980 — 20-ий розіграш Кубка володарів кубків УЄФА, європейського клубного турніру для переможців національних кубків. 

## Учасники
| №п/п | Клуб                | Турнір                                     |
| ---- | ------------------- | ------------------------------------------ |
| 1    | «Барселона»         | Володар Кубка володарів кубків 1978—1979   |
| 2    | «Фортуна»           | Володар Кубка ФРН 1978—1979                |
| 3    | «Арсенал»           | Володар Кубка Англії 1978—1979             |
| 4    | «Беєрсхот»          | Володар Кубка Бельгії 1978—1979            |
| 5    | «Валенсія»          | Володар Кубка Іспанії 1978—1979            |
| 6    | «Твенте»            | Фіналіст Кубка Нідерландів 1978—1979       |
| 7    | «Магдебург»         | Володар Кубка НДР 1978—1979                |
| 8    | «Динамо» (Москва)   | Фіналіст Кубка СРСР 1979                   |
| 9    | «Нант»              | Володар Кубка Франції 1978—1979            |
| 10   | «Рієка»             | Володар Кубка Югославії 1978—1979          |
| 11   | «Ювентус»           | Володар Кубка Італії 1978—1979             |
| 12   | «Локомотив»         | Володар Кубка Чехословаччини 1978—1979     |
| 13   | «Дьєр»              | Володар Кубка Угорщини 1978—1979           |
| 14   | «Рейнджерс»         | Володар Кубка Шотландії 1978—1979          |
| 15   | «Боавішта»          | Володар Кубка Португалії 1978—1979         |
| 16   | «Янг Бойз»          | Фіналіст Кубка Швейцарії 1978—1979         |
| 17   | «Рексем»            | Фіналіст Кубка Уельсу 1978—1979            |
| 18   | «Арка»              | Володар Кубка Польщі 1978—1979             |
| 19   | «Ваккер»            | Володар Кубка Австрії 1978—1979            |
| 20   | «Паніоніос»         | Володар Кубка Греції 1978—1979             |
| 21   | «Берое»             | Володар Кубка Болгарії 1978—1979           |
| 22   | «Гетеборг»          | Володар Кубка Швеції 1978—1979             |
| 23   | «Стяуа»             | Володар Кубка Румунії 1978—1979            |
| 24   | «Болдклуббен 1903»  | Володар Кубка Данії 1978—1979              |
| 25   | «Вотерфорд Юнайтед» | Фіналіст Кубка Ірландії 1978—1979          |
| 26   | «Фенербахче»        | Володар Кубка Туреччини 1978—1979          |
| 27   | «Ліллестрем»        | Володар Кубка Норвегії 1978                |
| 28   | АПОЕЛ               | Володар Кубка Кіпру 1978—1979              |
| 29   | «Рейпас»            | Володар Кубка Фінляндії 1978               |
| 30   | «Аріс»              | Фіналіст Кубка Люксембургу 1978—1979       |
| 31   | «Кліфтонвілл»       | Володар Кубка Північної Ірландії 1978—1979 |
| 32   | «Сліма Вондерерс»   | Володар Кубка Мальти 1978—1979             |
| 33   | «Акранес»           | Володар Кубка Ісландії 1978                |
| 34   | «Влазнія»           | Володар Кубка Албанії 1978—1979            |

## Попередній раунд
| Команда 1                | Заг. | Команда 2  | 1-й матч | 2-й матч |
| ------------------------ | ---- | ---------- | -------- | -------- |
| 15 серпня/8 вересня 1979 |      |            |          |          |
| Рейнджерс                | 3:0  | Ліллестрем | 1:0      | 2:0      |
| 21 серпня/8 вересня 1979 |      |            |          |          |
| Болдклуббен 1903         | 7:0  | АПОЕЛ      | 6:0      | 1:0      |

## Перший раунд
| Команда 1                | Заг. | Команда 2             | 1-й матч | 2-й матч |
| ------------------------ | ---- | --------------------- | -------- | -------- |
| Динамо (Москва)          | +:-  | Влазнія               | -:-      | -:-      |
| 12 вересня/5 жовтня 1979 |      |                       |          |          |
| Сліма Вондерерс          | 2:9  | Боавішта              | 2:1      | 0:8      |
| 19 вересня/3 жовтня 1979 |      |                       |          |          |
| Ювентус                  | 3:2  | Дьйор                 | 2:0      | 1:2      |
| Рейпас (Лахті)           | 0:2  | Аріс                  | 0:1      | 0:1      |
| Арка (Гдиня)             | 3:4  | Бероє                 | 3:2      | 0:2      |
| Паніоніос                | 5:3  | Твенте                | 4:0      | 1:3      |
| Ваккер (Інсбрук)         | 1:3  | Локомотив (Кошице)    | 1:2      | 0:1      |
| Рейнджерс                | 2:1  | Фортуна (Дюссельдорф) | 2:1      | 0:0      |
| Арсенал                  | 2:0  | Фенербахче            | 2:0      | 0:0      |
| Болдклуббен 1903         | 2:6  | Валенсія              | 2:2      | 0:4      |
| Рексем                   | 5:7  | Магдебург             | 3:2      | 2:5 дч   |
| Гетеборг                 | 2:1  | Вотерфорд Юнайтед     | 1:0      | 1:1      |
| Беєрсхот                 | 1:2  | Рієка                 | 0:0      | 1:2      |
| Янг Бойз                 | 2:8  | Стяуа                 | 2:2      | 0:6      |
| 20 вересня/3 жовтня 1979 |      |                       |          |          |
| Кліфтонвілль             | 0:8  | Нант                  | 0:1      | 0:7      |
| 26 вересня/3 жовтня 1979 |      |                       |          |          |
| Акранес                  | 0:6  | Барселона             | 0:1      | 0:5      |

## Другий раунд
| Команда 1                  | Заг.    | Команда 2 | 1-й матч | 2-й матч |
| -------------------------- | ------- | --------- | -------- | -------- |
| 24 жовтня/7 листопада 1979 |         |           |          |          |
| Динамо (Москва)            | 1:1 (ч) | Боавішта  | 0:0      | 1:1      |
| Нант                       | 5:3     | Стяуа     | 3:2      | 2:1      |
| Аріс                       | 2:11    | Барселона | 1:4      | 1:7      |
| Валенсія                   | 4:2     | Рейнджерс | 1:1      | 3:1      |
| Арсенал                    | 4:3     | Магдебург | 2:1      | 2:2      |
| Паніоніос                  | 1:2     | Гетеборг  | 1:0      | 0:2      |
| Локомотив (Кошице)         | 2:3     | Рієка     | 2:0      | 0:3      |
| Бероє                      | 1:3     | Ювентус   | 1:0      | 0:3 дч   |

## 1/4 фіналу
| Команда 1         | Заг. | Команда 2 | 1-й матч | 2-й матч |
| ----------------- | ---- | --------- | -------- | -------- |
| 5/19 березня 1980 |      |           |          |          |
| Динамо (Москва)   | 3:4  | Нант      | 0:2      | 3:2      |
| Барселона         | 3:5  | Валенсія  | 0:1      | 3:4      |
| Арсенал           | 5:1  | Гетеборг  | 5:1      | 0:0      |
| Рієка             | 0:2  | Ювентус   | 0:0      | 0:2      |

## 1/2 фіналу
| Команда 1        | Заг. | Команда 2 | 1-й матч | 2-й матч |
| ---------------- | ---- | --------- | -------- | -------- |
| 9/23 квітня 1980 |      |           |          |          |
| Нант             | 2:5  | Валенсія  | 2:1      | 0:4      |
| Арсенал          | 2:1  | Ювентус   | 1:1      | 1:0      |

## Фінал
| 14 травня 1980 |

| Валенсія | 0:0 дч   | Арсенал |
| -------- | -------- | ------- |
|          | Протокол |         |

| Ейзель, Брюссель Глядачів: 36 000 Арбітр: Войтех Христов |

|                                                              |     | Пенальті                                                |  |
| Кемпес · Солсона · П.Родрігес · Кастельянос · Бонгоф · Аріас | 5:4 | Бреді · Степлтон · Сандерленд · Толбот · Голлінс · Рікс |  |

| Володар Кубка володарів кубків 1979—1980 |
| ---------------------------------------- |
| Іспанія                                  |
| Валенсія 1-й титул                       |